# Calle 76 - San Felipe (estación)
La estación sencilla Calle 76 - San Felipe hace parte del sistema de transporte masivo de Bogotá llamado TransMilenio, el cual fue inaugurado en el año 2000.

## Ubicación
La estación está ubicada en el nororiente de la ciudad, específicamente en la Avenida Caracas entre calles 74 y 76.
Atiende la demanda de los barrios San Felipe, Porciúncula y sus alrededores.
A sus alrededores se encuentran: La Universidad UniCiencia, la Universidad Central (Colombia), La Universidad EAN, la Corporación Universitaria Unitec, la Universidad Sergio Arboleda, el hotel Selina, el hotel Radisson Bogotá Metrotel, la Embajada de Reino Unido, el Monasterio de la Visitación de Santa María, el Templo Cristo Rey, el Centro de Alta Tecnología (CAT), el Centro Comercial Unilago y el Parque Lago Gaitán.

## Origen del nombre
La estación recibe su nombre de la vía ubicada por su acceso norte, así como del barrio homónimo que se encuentra al costado occidental de la misma. La Calle 76 es una vía de tres carriles en sentido oriente - occidente, que conecta la Carrera Séptima con la Avenida Carrera 24, llamada Avenida Colombia. 
Antiguamente, la estación recibía el nombre «Calle 76», sin embargo, en el marco del plan que tiene la empresa TransMilenio para buscar aliados comerciales, al nombre de la estación se le añadió el texto «San Felipe».

## Historia
Una semana después de la implementación del sistema TransMilenio, fue inaugurada el 26 de diciembre de 2000 como parte de la entrada en operación de 6 estaciones más para la Troncal Caracas.
Desde su inauguración ha sido la estación sencilla más congestionada, al recibir en promedio 600.000 usuarios diarios. Pero desde febrero de 2006, dicha congestión se ha reducido gracias a los expresos que van directamente de la Autopista Norte hacia la Calle 80, luego de habilitarse un intercambiador que une estas avenidas y que evita el trasbordo que se debía hacer en esta estación, procurando la mejora en la calidad del servicio.
El día 15 de mayo de 2012, muy cerca de esta estación, se produjo una explosión. Según la última versión, el artefacto explosivo fue colocado por un hombre que iba a pie y pegó una bomba de tipo lapa en la puerta del conductor de la camioneta blindada en la cual se transportaba el exministro del Interior y Justicia, Fernando Londoño. El saldo total del atentado fueron 2 muertos, más de 19 heridos e incalculables daños morales y materiales.
En la madrugada del 27 de mayo de 2014, se registró los ataques contra esta estación. En esa ocasión fueron destruidas a punta de pistolas de balines las estaciones Flores - Areandina y Calle 76, donde dejaron $ 40 millones de pesos en pérdidas.
Durante el Paro nacional de 2021, la estación sufrió diversos ataques que afectaron de forma considerable las puertas de vidrio y demás infraestructura de la estación, razón por la cual se encontró inoperativa.
En el año 2023, cambió su nombre a "Calle 76 - San Felipe", como una iniciativa de TransMilenio, para mejorar la experiencia de sus usuarios.

## Servicios de la estación

### Servicios troncales
| Tipo                                                                        | Rutas al Norte | Rutas al Sur |
| --------------------------------------------------------------------------- | -------------- | ------------ |
| Ruta fácil                                                                  | 6 8            | 6 8          |
| Expresos todos los días todo el día                                         | C15 B75        | F60 H15 H75  |
| Expresos todos los días todo el día (temporal por cierre estación Calle 63) | B18            | L18          |
| Expresos lunes a sábado todo el día                                         | D24            | J24          |
| Expresos lunes a sábado todo el día (temporal por cierre estación Calle 63) | B13            | H13          |
| Expresos lunes a viernes hora pico de la mañana                             |                | A52          |
| Expresos lunes a viernes hora pico de la tarde                              |                | G52          |
| Rutas que finalizan recorrido                                               |                |              |
| Expresos todos los días todo el día                                         | A60            | A60          |

### Esquema
| ← Norte  |         |           |           |          |
| Calle 76 | 68B13   | B18B75D24 | A60C15G52 | Calle 74 |
|          | Vagón 3 | Vagón 2   | Vagón 1   |          |
| Calle 76 | 68A52   | H13H15H75 | F60J24L18 | Calle 74 |
| Sur →    |         |           |           |          |

### Servicios urbanos
Así mismo funcionan las siguientes rutas urbanas del SITP en los costados externos a la estación, circulando por los carriles de tráfico mixto sobre la Avenida Caracas, con posibilidad de trasbordo usando la tarjeta TuLlave:
| Código | Sector                           | Dirección           | Rutas     |
| ------ | -------------------------------- | ------------------- | --------- |
| 680A00 | A Estación Calle 76 - San Felipe | Av. Caracas - CL 75 | Sin rutas |
| 706A00 | A Barrio Porciúncula             | Av. Caracas - CL 73 | Sin rutas |
| 707A00 | A Estación Calle 76 - San Felipe | Av. Caracas - CL 75 | Sin rutas |

## Ubicación geográfica
| Noroeste: Barrios Unidos       | Norte: B Héroes | Nordeste: Chapinero |
| Oeste: E NQS Calle 75 - Zona M |                 | Este: Chapinero     |
| Suroeste: Barrios Unidos       | Sur: A Calle 72 | Sureste: Chapinero  |